# Els últims homes durs
Els últims homes durs (títol original: The Last Hard Men) és un western estatunidenc dirigit per Andrew V. McLaglen, del 1976. Ha estat doblada al català.

## Argument
El 1909, a Arizona, el capità Sam Burgade es jubila dels Arizona Rangers. Mentre no investiga més que el repòs i la tranquil·litat, s'assabenta que el seu vell enemic Zach Provo s'ha escapat d'una presó de Yuma amb altres condemnats.

## Repartiment
- Charlton Heston: capità Sam Burgade
- James Coburn: Zach Provo
- Barbara Hershey: Susan Burgade
- Jorge Rivero: Menendez
- Michael Parks: Noel Nye
- Larry Wilcox: Shelby
- Thalmus Rasulala: Weed
- Morgan Paull: Shiraz
- John Quade: Gant
- Robert Donner: Lee Roy
- Christopher Mitchum: Hal Brickman